# Ostatic
 

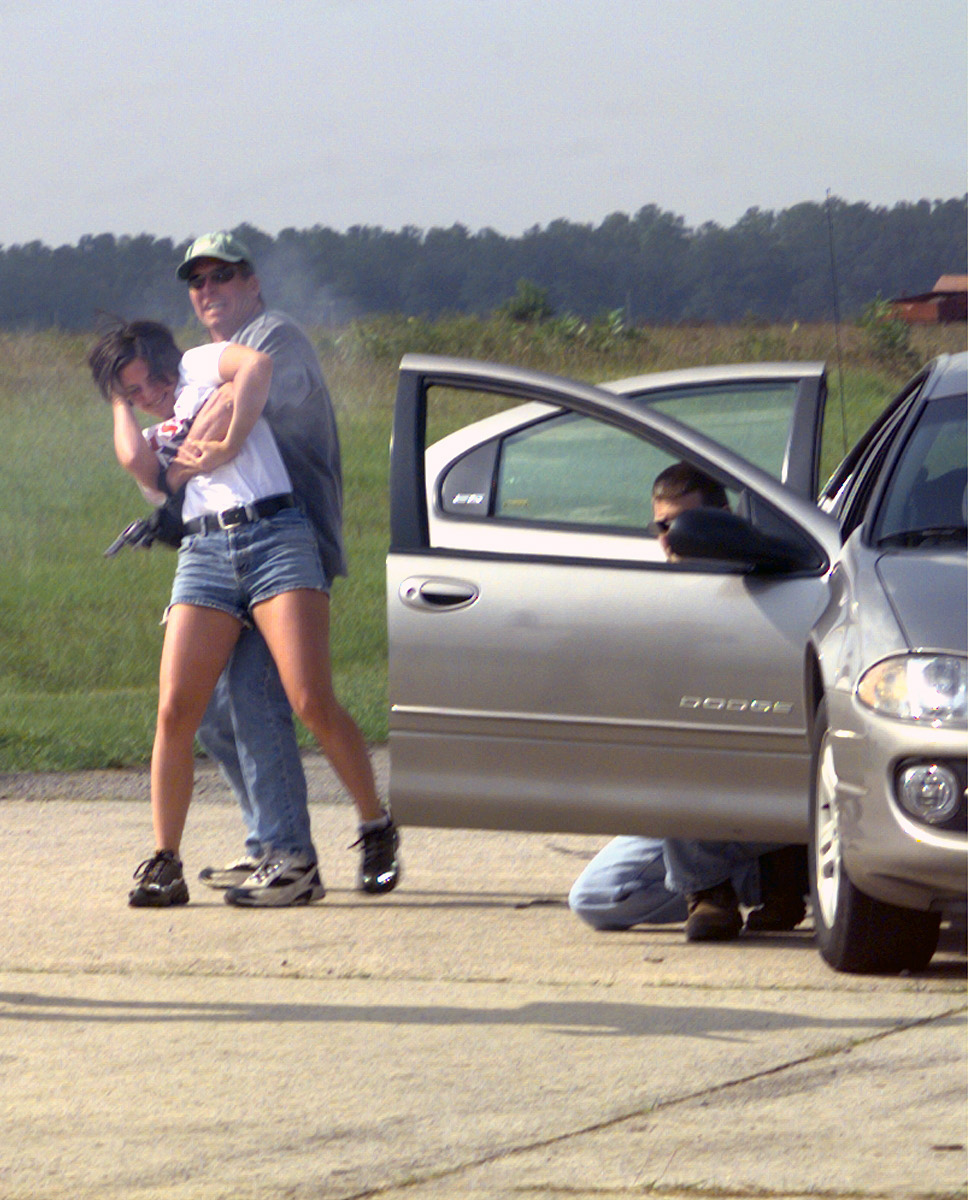
Stagiari de poliție care recuperează un ostatic în timpul unui

Un ostatic este o persoană sechestrată de un răpitor pentru a constrânge o altă parte, una care pune mare preț pe libertatea, bunăstarea și siguranța persoanei sechestrate - cum ar fi o rudă, un angajator, forțele de ordine sau guvernul - să acționeze sau să se abțină de la a acționa într-un anumit mod, adesea sub amenințarea unor vătămări fizice grave sau a morții ostaticului (ostaticilor) după expirarea unui ultimatum. Ediția a 11-a Encyclopædia Britannica definește ostaticul ca fiind „o persoană care este predată de una dintre cele două părți beligerante celeilalte sau capturată ca garanție pentru îndeplinirea unui acord sau ca măsură preventivă împotriva anumitor acte de război”.
Dacă ostaticii sunt prezenți în mod voluntar, atunci primitorul este cunoscut sub numele de gazdă.
În societatea civilă, alături de răpirea pentru răscumpărare și traficul de persoane (adesea dispus să ceară răscumpărare pentru prizonierii săi atunci când este profitabil sau să facă schimb de influență), luarea de ostatici este o activitate infracțională. În context militar, ostaticii sunt distincți de prizonierii de război – în ciuda faptului că prizonierii sunt utilizați ca garanții în schimbul de prizonieri⁠(d) – iar luarea de ostatici este considerată o crimă de război.
Luarea de ostatici și răpirea sunt predispuse să se amestece. Atunci când scopul este strict financiar, obiectivul principal este extorcarea, chiar și în fața unei amenințări grave la adresa siguranței persoanei captive dacă negocierile financiare eșuează; invers, atunci când obiectivul este politic⁠(d) sau geopolitic, obiectivul principal este terorismul.
Atunci când se analizează luarea de ostatici din perspectiva terorismului, există motive să se creadă că anumite tipuri de guverne sunt mai predispuse la luarea de ostatici decât altele. În cazul guvernelor democratice, de exemplu, elemente legate de idealurile lor democratice, cum ar fi libertatea presei, constrângeri asupra executivului, alegeri libere și niveluri mai ridicate de libertăți civile creează rezultate favorabile care permit răpitorilor de ostatici să țintească în mod specific aceste țări. Autorii luării de ostatici înțeleg că, vizând guvernele democratice, au mai multe șanse să obțină concesii și/sau să negocieze cu acestea pe baza nivelului de responsabilitate pe care trebuie să îl înfrunte din partea cetățenilor care i-au ales în funcție și a mass-mediei din țară care raportează astfel de evenimente într-o calitate independentă de stat.